# Estat independent de Croàcia
L'Estat independent de Croàcia fou un estat que va existir del 1941 al 1945 en el territori de les actuals Croàcia i Bòsnia i Hercegovina. Fou dominat pel moviment Ústaixa, partidari del nacionalsocialisme i aliat de l'Alemanya nazi, de la que se'l va considerar un estat titella. Dirigit per Ante Pavelić, va pràcticar polítiques d'extermini cap als jueus, serbis i d'altres minories i opositors, basades en la intolerància ètnica i religiosa.

## Història
El 26 d'agost de 1939 es va garantir l'autonomia de Croàcia (Banavina, del títol Ban) i quan l'estat iugoslau es va ensorrar el 1941 després de l'atac de les forces de l'eix, es va proclamar l'estat independent de Croàcia el 10 d'abril de 1941 sota la direcció del partit feixista "Ústaixa". Els italians exercirien el control militar de la part occidental i els alemanys de l'oriental. El 18 de maig de 1941 es va decidir que Croàcia seria un regne i es va oferir la corona a un príncep de la dinastia savoiana, Aimon de Savoia Aosta, duc de Spoleto (amb el nom de Tomislav II). El 10 de setembre de 1943 els alemanys van ocupar les antigues zones italianes i la idea del regne fou descartada dos dies després. El 9 de maig de 1944 els partisans van declarar a Croàcia un estat federal dins de Iugoslàvia.
Va existir formalment fins al 6 de maig de 1945 quan els partisans van entrar a Zagreb i els líders ústaixes van fugir, si bé en els darrers mesos ja els partisans dominaven gairebé tot el territori.

## Relacions exteriors
El NDH va ser plenament reconegut només per les Potències de l'Eix i dels països sota ocupació d'aquest. L'Estat va mantenir missions diplomàtiques en diversos països: ambaixades a l'Alemanya nazi, Itàlia, l'Eslovàquia de Tiso, Hongria, Romania, Bulgària, Finlàndia, Espanya i Japó. A Zagreb hi havia oberts consolats d'Itàlia, Suècia, Suïssa, Dinamarca, Portugal, Argentina i de la França de Vichy.
El 1941, l'NDH va ser admès a la Unió Postal Universal. El 10 d'agost de 1942 es va signar un acord a Brijuni que va restablir la Companyia de Ferrocarrils del Danubi-Sava-Adriàtic, gràcies a l'acord dels croats amb Hongria, Alemanya i Itàlia. Després de la declaració de guerra d'Alemanya contra els Estats Units de l'11 de desembre de 1941, el 14 de desembre l'Estat Independent de Croàcia va declarar la guerra als Estats Units i el Regne Unit.
L'Estat Independent de Croàcia va signar les Convencions de Ginebra el 20 de gener de 1943.

## Llista de governants

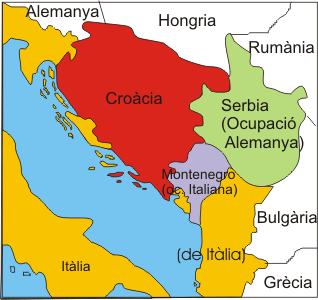
Croàcia i Sèrbia

### Ban de Croàcia (autonomia)
- 1939-1941 Ivan Subasic

### Líder (Poglavnik)
- 1941-1945 Ante Pavelić

### Comandants militars italians (occident 1941-1943)
- 1941-1942 Vittorio Ambrosio
- 1942-1943 Mario Roatta
- 1943 Mario Robotti

### Comandants militars alemanys (orient 1941-1943, tot l'estat 1943-1945)
- 1941 Maximilian Maria Joseph Freiherr von und zu Weichs (primera vegada)
- 1941-1944 Edmund Glaise von Horstenau
- 1944-1945 Maximilian Maria Joseph Freiherr von und zu Weichs (segona vegada)
- 1945 Alexander Löhr

### Oficial civil alemany a Croàcia
- 1941-1945 Siegfried Kasche